# Tricladium curvisporum
Tricladium curvisporum är en svampart som beskrevs av Descals 1983. Tricladium curvisporum ingår i släktet Tricladium och familjen Helotiaceae.   Inga underarter finns listade i Catalogue of Life.